# Omniprisekanost
Omniprisekanost (omni je latinska predpona, ki pomeni vse ali vsak) je v geometriji operacija, ki se lahko uporabi za pravilne politope in za satovje v Wythoffovih konstrukcijah, ki omogočajo kreiranje največjega števila facet. V Coxeter-Dynkinovih diagramih so označeni z vozli, ki so obkroženi.
Izraz je tudi okrajšava, ki ima različne pomene za politope z višjimi razsežnostmi.
- operatorji prisekanosti
  - Za pravilne mnogokotnike običajna prisekanost t0,1{p}={2p}Coxeter-Dynkinov diagram je  
  - Za uniforme poliedre (3 politopi) kantiprisekanost t0,1,2{p, q} izvede se kantelacija in postopek prisekanosti. Coxeter-Dynkinov diagram je 
  - Za uniformne polihorone (4-politopi) se izvede runcikantoprisekanost t0,1,2,3{p, q,r} Izvedejo se postopki runcinacije, kantelacije in prisekanosti. Coxeter-Dynkinov diagram je , , 
  - Za uniformi politeroni (5-politopi):  steriruncikantiprisekanost, t0,1,2,3,4{p, q,r, s}. uporaba sterikacije, runcinacije, kantelacije in prisekanosti. Coxeter-Dynkinov diagram: , , 
  - Za uniformne n-politope: t0,1,...,n-1{p1,p2,...,pn}.